# 서프리슬란트어
서프리지아어(Westerlauwersk Frysk) 또는 간단히 프리지아어(Frysk)는 네덜란드 북부의 프리슬란트주에서 사용되는 서게르만어군 언어로, 3가지의 프리지아어 중 가장 널리 사용되는 변종이다. 서프리슬란트어 화자 가운데 대부분은 네덜란드 프리슬란트주, 흐로닝언주에 거주한다.

## 방언
네덜란드 프리지아어의 모든 방언이 서로 의사소통이 가능한 것은 아니다. 특히 도서 지역 방언이 비교적 다양하며 글로톨로그는 힌덜로펀 프리지아어, 스히르모니코흐 프리지아어, 테르스헬링 프리지아어, 그리고 주류인 본토 서프리지아어의 4가지 언어를 구분한다. 본토의 방언은 서로 의사소통이 쉬우며 흔히 점토 프리지아어(Klaaifrysk), 숲 프리지아어(Wâldfrysk), 남부 프리지아어(Súdhoeksk)의 세 방언으로 구분된다.

## 음운

### 닿소리
|        |        | 입술소리 | 입술소리 | 치경음 | 치경음 | 혓바닥소리 | 혓바닥소리 | 성문음 | 성문음 |
| ------ | ------ | -------- | -------- | ------ | ------ | ---------- | ---------- | ------ | ------ |
| 비음   | 비음   | m        | m        | n      | n      | ŋ          | ŋ          |        |        |
| 파열음 | 파열음 | p        | b        | t      | d      | k          | ɡ          |        |        |
| 마찰음 | 마찰음 | f        | v        | s      | z      | χ          | ɣ          | h      | h      |
| 유음   | 설측음 |          |          | l      | l      |            |            |        |        |
| 유음   | 전동음 |          |          | r      | r      |            |            |        |        |
| 반모음 | 반모음 | w        | w        |        |        | j          | j          |        |        |

- χ는 /ʀ̝̊˖/이다.
- /sj, zj/는 /ɕ, ʑ/로 실현된다.

### 홀소리

#### 홑홀소리
|          | 전설  | 전설  | 중설  | 후설  | 후설 |
| -------- | ----- | ----- | ----- | ----- | ---- |
| 고모음   | i, iː | y, yː |       | u, uː |      |
| 중고모음 | ɪ, eː | ø, øː | ə     | o, oː |      |
| 중저모음 | ɛ, ɛː |       | ə     | ɔ, ɔː |      |
| 저모음   |       |       | a, aː |       |      |

#### 겹홀소리
|          | 전설   | 중설       | 후설 |
| -------- | ------ | ---------- | ---- |
| 고모음   |        | iə̯, yə̯, uə̯ |      |
| 중고모음 | oi̯     | ɪə,̯ øə̯, oə̯ |      |
| 중저모음 | ɛi̯, œy̑ |            | ɔu̯   |
| 저모음   | ai̯     |            | ɔu̯   |

## 같이 보기
- 프리슬란트
- 프리슬란트어
- 프리슬란트인